# Julie von Brandenburg

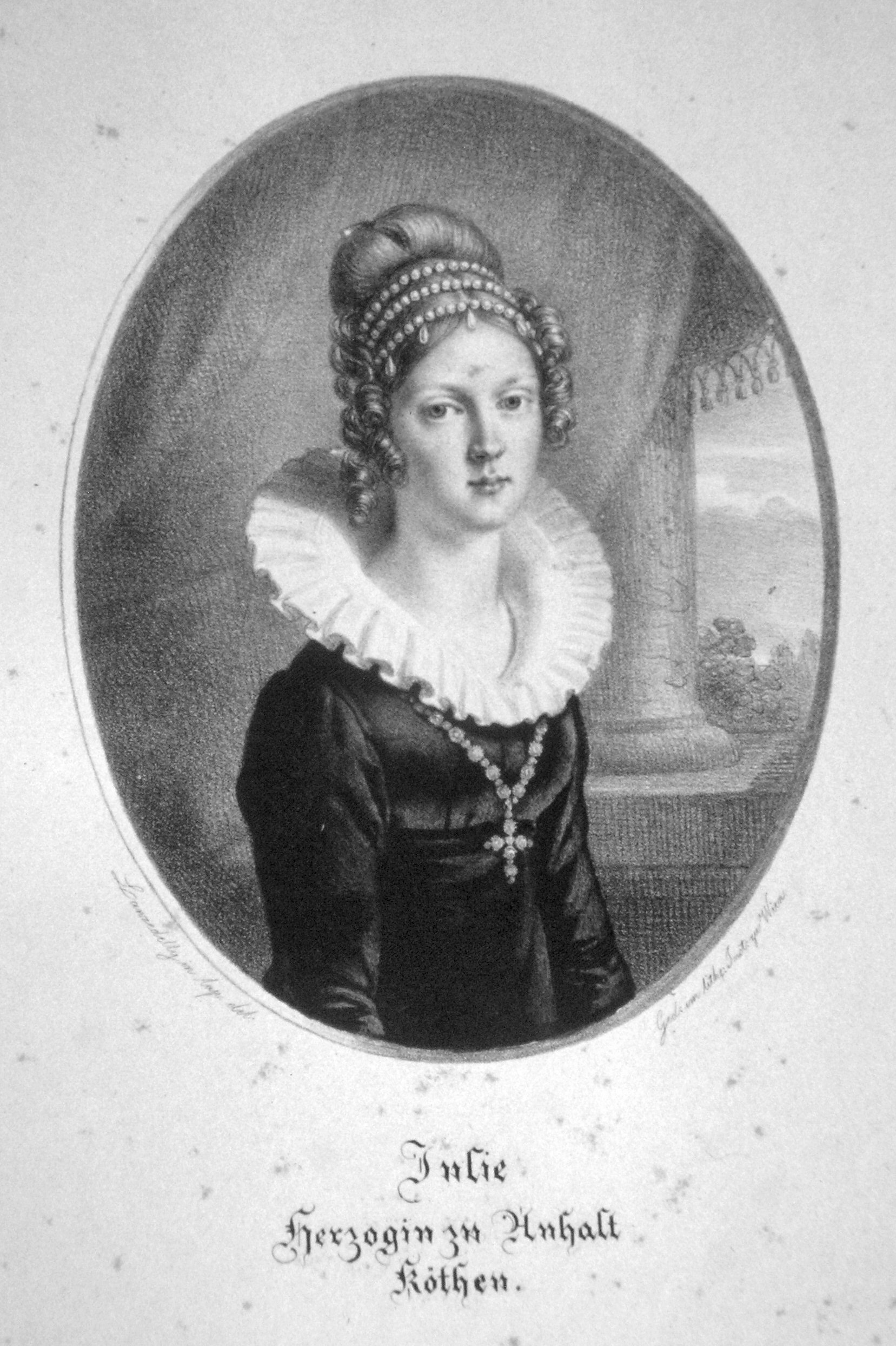
Julie von Brandenburg, Lithographie von Josef Lanzedelli d. Ä., ca. 1830

Sophie Julie Gräfin von Brandenburg (* 4. Januar 1793, getauft am 2. Februar 1793 in Neuchâtel; † 27. Januar 1848 in Wien) war eine illegitime Tochter des preußischen Königs Friedrich Wilhelm II. und seiner „Gemahlin zur linken Hand“, Gräfin Sophie von Dönhoff. Sie war die Schwester des preußischen Ministerpräsidenten Friedrich Wilhelm von Brandenburg.

## Leben
Julie wurde im Hause des preußischen Hofmarschalls Valentin von Massow (1752–1817) erzogen. In ihrer Jugend galt sie als schönste Frau am Preußischen Hof und hatte zahlreiche Verehrer, u. a. Oldwig von Natzmer, den sie jedoch als nicht standesgemäß ablehnte. Durch ihre Heirat mit Ferdinand Friedrich von Anhalt-Köthen im Jahr 1816 wurde sie Herzogin von Anhalt-Köthen. Die Ehe blieb kinderlos.
Am 24. Oktober 1825 konvertierte das Herzogspaar in Paris zum katholischen Glauben, vorbereitet durch den Jesuitenpater Rousin. Der Übertritt wurde jedoch erst am 13. Januar 1827 bekannt gegeben, nachdem Julie als Halbschwester des Königs Friedrich Wilhelm III. den Hof persönlich über ihren Schritt unterrichtet hatte. Darauf folgten erboste Reaktionen des preußischen Hofes. Man warf dem Herzogspaar Proselytenmacherei und Jesuitenfreundlichkeit vor. Die Korrespondenz zwischen Berlin und Köthen wurde über den österreichischen Generalkonsul Adam Heinrich Müller in Leipzig abgewickelt. 1826 avancierte ihr Verwandter Theodor Friedrich Klitsche de la Grange (1799–1868) zum Geschäftsträger des Herzogtums Anhalt-Köthen beim Hl. Stuhl; 1828 kam es zur Gründung einer römischen Gesandtschaft in Köthen. Eine katholische Gemeinde bestand in Köthen jedoch bereits unter den Vorgängern des Herzogspaares. Nach dem Tod ihres Mannes 1830 verließ Julie das Land und begab sich mit ihrem jesuitischen Beichtvater Pierre Jean Beckx auf Reisen. 1831 hielt sie sich in der Nähe von Rom in der Villa Grazioli auf und empfing dort Papst Gregor XVI. zu einem gemeinsamen Frühstück. Später ließ sie sich gemeinsam mit Beckx in Wien nieder, wo sie 1848 verstarb.
Sie wurde an der Seite ihres Gatten in der Gruftkapelle der von ihr gestifteten katholischen Pfarrkirche St. Maria in Köthen bestattet.